# Maksymina
Maksymina – żeński odpowiednik imienia Maksymin o pochodzeniu łacińskim.
W Polsce w XXI wieku imię rzadkie. W styczniu 2025 r. w rejestrze PESEL, wśród publicznie dostępnych danych dotyczących osób żyjących, wykazano 2 kobiety o imieniu Maksymina nadanym jako imię pierwsze.
Maksymina imieniny obchodzi 29 maja, 8 czerwca i 15 grudnia.

## Kobiety o imieniu Maksymina
- Maximine Lagier-Durand – poetka francuska.